# Giuseppe Setaro
 (novembre 2020).
Si vous disposez d'ouvrages ou d'articles de référence ou si vous connaissez des sites web de qualité traitant du thème abordé ici, merci de compléter l'article en donnant les références utiles à sa vérifiabilité et en les liant à la section « Notes et références ».
Giuseppe Setaro (né à Muro Lucano le 1er novembre 1934 et mort à Bergame le 15 avril 2014) est traducteur, musicien et interprète italien.

## Biographie
Diplômé en langue et littérature françaises à l’université de Naples L’Orientale, il part pour Paris où il étudie à la Sorbonne, puis se rend à l’Université de Toulouse où il obtient un Doctorat ès lettres.
De retour en Italie, il se consacre à l’enseignement de la langue française et à la divulgation de l'œuvre de Georges Brassens.
À partir de la moitié des années 1980 il fait plusieurs séjours à Sète, ville natale de Brassens, où il collecte des témoignages auprès de membres directs de la famille du musicien et dans les archives de la ville de Marsico Nuovo, située dans la province de Potenza. Ces recherches, dont il publie le résultat dans son essai intitulé « Il mio Brassens » (Mon Brassens), lui permettent de découvrir le premier les origines lucaniennes, c’est-à-dire de la région de la Basilicate de la famille maternelle du chanteur (et non pas napolitaines, ainsi que le rapportaient les biographies et comme Brassens le croyait lui-même, à tort). Il forme l'hypothèse d’une forte influence directe des chansons que chantait la mère de Brassens et qui avaient bercé l’enfance du futur auteur-compositeur-interprète français, sur le style musical que celui-ci avait instinctivement développé, notamment en raison de la présence de rythmes qui correspondent à ceux de la tarentelle traditionnelle ou « pure » de son répertoire.

« La présence de nombreuses tarentelles dans le répertoire de notre poète fut ressentie comme un problème promptement résolu quand Brassens lui-même, dans un entretien, déclara que sa mère était « Napolitaine » : tout le monde – en France comme en Italie, où le grand Fabrizio De André, parmi ses autres très nombreux mérites, réimporta en Italie de la France la tarentelle de Brassens, pour nous offrir des chefs-d'œuvre tels que « Bocca di rosa », « Il testamento » et « Don Raffaè » – adoptèrent l’idée selon laquelle, étant fils d’une « Napolitaine », Brassens avait hérité le penchant pour la tarentelle napolitaine. […] À mes yeux pourtant, il y avait quelque chose qui ne collait pas dans ce syllogisme. En réalité, à part le rythme de certaines tarentelles, j’ai toujours eu l’impression qu’il n'existait aucun élément de contiguïté entre le genre musical de Brassens et les stylèmes qui caractérisent les chansons napolitaines, à savoir, le sentimentalisme romantique, le mélodisme accusé, le vocalisme à gorge déployée avec, à la fin, des aigus presque inévitables. […] On ne retrouve rien de tout cela chez Brassens. […] Même le tempo dans la « tarantella tarantata » est en général une mesure en 4/4, tandis que dans la tarentelle napolitaine, le tempo est mesuré en 12/8. […] Au contraire, la tarentelle de Brassens coïncide avec le rythme de la tarentelle lucanienne. »

Chanteur et guitariste autodidacte, il enregistre en studio une centaine de chansons de l’auteur-compositeur-interprète français qu’il a traduites. De 2000 à 2003, il participe, en qualité de musicien et d’interprète italien, à plusieurs manifestations musicales en France, dont quatre éditions du Festival Brassens de Vaison-la-Romaine, en Provence, à l’occasion desquelles il est plébiscité par la critique.

« Traduire «le polisson de la chanson» en italien, garder une grande partie de la saveur de ses textes et l’interpréter est une véritable prouesse accomplie par le chanteur de Bergame. […] Le talent de cet artiste sait faire revivre admirablement le monde de Brassens »

— Sud Ouest, 25.10.2001
En 2001, il représente l’Italie au Grand Gala qui se déroule au théâtre « Molière » de Sète pour commémorer le vingtième anniversaire de la mort du poète, et il est invité successivement en 2004 et en 2005 au « Brassens Festival Basdorf », non loin de Berlin.

## Publications
- AA.VV., Georges Brassens, Una cattiva reputazione, Aracne Editrice, 2007
- Brassens in italiano - 110 Canzoni tradotte da Giuseppe Setaro con testi francesi a fronte e accordi per chitarra, Sestante edizioni, 2012,  (ISBN 978-8866420422)[1].